# Politiezone Spoorkin
De politiezone Spoorkin (nr. 5459) is een politiezone in de Belgische provincie West-Vlaanderen. De zone ligt in het gerechtelijk arrondissement West-Vlaanderen en bestaat uit drie gemeenten: Alveringem, Lo-Reninge en Veurne.
De PZ Spoorkin is ontstaan uit de fusie van de plaatselijke politiediensten in Alveringem, Veurne en Lo-Reninge en de rijkswachtbrigades uit Veurne en Lo-Reninge. Het korps werd ten gevolge van de politiehervorming in 2000 opgericht en had toen José Clauw als korpschef. Sinds november 2024 is Commissaris Geert Verslype waarnemend korpschef van politiezone Spoorkin. 
Het werkingsgebied van de zone is 23.928,8 ha groot en telde op 01/01/2023 20.710 inwoners.
De naam is afgeleid van Eustachius Spoorkin, een legendarische figuur: hij zou een plaatselijk ridder geweest zijn, die de Veurnaars leidde in de Guldensporenslag. Of hij ooit bestaan heeft, is onbekend, maar de politiezone nam hem als model, omdat hij na de Guldensporenslag tot baljuw (gerechtsdienaar) van Veurne aangesteld zou zijn.